# Вінніпег Блу-Бомберс
«Ві́нніпег Блу-Бо́мберс» (англ. Winnipeg Blue Bombers), заснована у 1930, професійна команда з Канадського футболу розташована в місті Вінніпег в провінції  Манітоба. Команда є членом Західного Дивізіону, Канадської Футбольної ліги.
Домашнім полем для «Блу-Бомберс» є стадіон «Канад-Інн».

## Статистики
Чемпіонат — Східний Дивізон 6 — 1987, 1990, 1992, 1993, 1994, і 2001
Чемпіонат — Західний Дивізон 13 — 1936, 1939,1941, 1947, 1950, 1952, 1958, 1959, 1960, 1961, 1962, і 1972
 Грали в Кубок Ґрей: 22 — 1935 (виграли), 1937 (виграли), 1938 (виграли) 1939 (виграли), 1941 (виграли), 1945 (виграли), 1946 (виграли), 1947 (виграли), 1950, 1953 (виграли), 1957 (виграли), 1958, 1959, 1961 (виграли), 1962, 1965 (виграли), 1984 (виграли), 1988, 1990 (виграли), 1992 (виграли), 1993, і 2001.
 Перемоги Кубок Ґрей:: 10 — 1935, 1939, 1941, 1958, 1959, 1961, 1962, 1984, 1988, 1990